# Estatuto de Garantías Democráticas

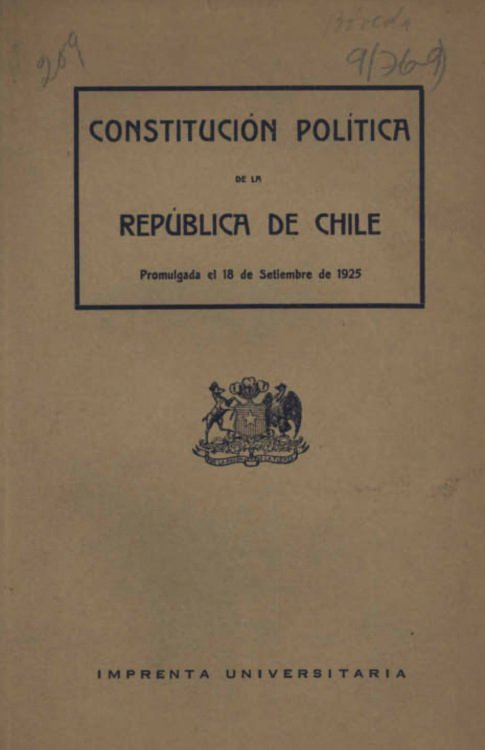
El Partido Demócrata Cristiano creía que robusteciendo los derechos políticos, sociales y los derechos humanos a nivel constitucional impedirían que el Gobierno de Salvador Allende cayeran en cualquier lógica totalitaria.

El Estatuto de Garantías Democráticas, también conocido como Estatuto de Garantías Constitucionales o como Pacto de garantías democráticas, fue una reforma constitucional impulsada y aprobada por el gobierno de Eduardo Frei Montalva como condición del Partido Demócrata Cristiano (PDC) para apoyar con sus votos en el Congreso la ratificación de Salvador Allende como presidente de Chile, luego de su triunfo en la elección presidencial del 4 de septiembre de 1970.
La reforma apuntaba a asegurar la libertad de expresión, el derecho a reunión, el sistema nacional de educación, la inviolabilidad de la correspondencia, los derechos de los trabajadores y sus organizaciones sindicales, la libertad ambulatoria y su régimen, el fortalecimiento de la propiedad privada, la limitación de la expropiación irracional, los derechos de las diversas organizaciones sociales y las bases constitucionales de la fuerza pública para impedir el paramilitarismo, entre otros.

## Antecedentes
Según lo establecido por la Constitución de 1925, en Chile no existía segunda vuelta electoral, por lo tanto, si un candidato presidencial no alcanzaba la mayoría absoluta de los votos, entonces el Congreso Pleno debía elegir como presidente a uno de los dos candidatos más votados. La utilización del Congreso Pleno para elegir al presidente había ocurrido en tres de las últimas cuatro elecciones previas a 1970 (1946, 1952 y 1958) y en esas tres ocasiones el Congreso Pleno había votado a favor del candidato con la más alta mayoría relativa de los votos. La elección del 4 de septiembre de 1970 había dado como sorpresivo ganador a Salvador Allende con una mayoría relativa de 36,63 %, seguido por el candidato de la derecha Jorge Alessandri con un 35,29 % y en tercer lugar por el democratacristiano Radomiro Tomic con un 28,08 % de los votos. Por lo tanto, en votación a efectuarse el 24 de octubre, el Congreso Pleno —integrado por los ciento cincuenta diputados y cincuenta senadores— debía elegir a Allende o Alessandri y se esperaba que, por tradición y por ser primera mayoría, Allende fuera ratificado como presidente. Sin embargo, la Unidad Popular (UP) por sí sola contaba solo con 85 votos de 200 en total, por lo que necesitaba el apoyo del Partido Demócrata Cristiano, que sumaba 75 votos, para alcanzar la mayoría. 

### La «fórmula Alessandri»
El comando de Alessandri, por su parte, inmediatamente puso en duda el triunfo de Allende. El domingo 6 de septiembre su vocero, Enrique Ortúzar, cuestionó el resultado, mientras que el propio Alessandrí recién rompió su silencio el 9 de septiembre, cinco días después de la elección, mediante un comunicado dirigido a la opinión pública en donde solo se limitó a agradecer a sus votantes y a afirmar:

En el caso de ser elegido por el Congreso Pleno, renunciaría al cargo, lo que daría lugar a una nueva elección. Anticipo desde luego, de forma categórica, que en ella yo no participaría por ningún motivo.

Esta declaración de Alessandri inició una especulación acerca de la posibilidad de que el Congreso Pleno lo eligiera a él, segunda mayoría, en vez de Allende, para que después renunciara y en una nueva elección ganara nuevamente el Partido Demócrata Cristiano, al punto que el domingo 13 El Mercurio refrendó dicha postura:

La posición planteada por el señor Alessandri, sirve de base para una salida democrática. La DC parece estar considerando el problema desde que no se ha pronunciado definitivamente en favor del candidato de la UP. Se ve que las preferencias de muchos sectores de ese partido son llegar a entendimientos con dicha combinación, posición que se explica después del apasionamiento electoral y del sincero sentimiento izquierdista de muchos de sus parlamentarios. Sin embargo, entre quedar como fuerza de derecha en un gobierno de predominio comunista y quedar como poderosa fuerza de centro en una democracia, todo parecería indicar la conveniencia de la segunda alternativa. Sobre todo cuando la inmensa mayoría del país desea cambios en libertad.

### Posición del PDC
Radomiro Tomic se reunió con Allende en la mañana del sábado 5 de septiembre para saludarlo por su triunfo y en los días siguientes Allende comenzó a recibir el saludo de varias figuras y parlamentarios de la colectividad. Dentro del gobierno, no obstante, existía desazón en el gobierno por el resultado. Por razones formales el presidente Eduardo Frei aún no podía reconocer a Allende como presidente electo, sin embargo, a su juicio, un gobierno de la UP llevaría directamente al establecimiento de un Estado «marxista-leninista» en Chile. Si bien la directiva del PDC emitió una declaración el martes 8 rechazando las declaraciones de Ortúzar del día 6, Frei y el gobierno evitaron referirse públicamente sobre el tema. Por lo tanto, al interior del partido había dos posturas: una dispuesta a apoyar a Allende y otra que lo rechazaba.

## Negociación del estatuto

### Apertura del PDC a las «garantías»
El PDC se refirió por primera vez al concepto de «garantías» el martes 8 de septiembre cuando anunció, a través de un comunicado, la conformación de una comisión especial «encargada de estudiar una proposición de las medidas que el Partido considera fundamentales para garantizar en Chile la preservación del Régimen Político Democrático y la realición periódica de elecciones para renovar autoridades del país». La idea fue reafirmada la noche del jueves 10 en cadena nacional por el senador Benjamín Prado, presidente del PDC, quien aseguró que el proceso electoral no había concluido y afirmó que «el señor Allende debe dar garantías a todos los chilenos de que en su gobierno permanecerán vigentes los valores fundamentales de una sociedad pluralista».
Allende respondió dos días después. Ante una multitudinaria concentración de adherentes, afirmó que estaba abierto al diálogo con el PDC: «La Democracia Cristiana tiene perfecto derecho a platear sus posiciones. Yo le digo que los dirigentes de la Unidad Popular no nos negamos al diálogo».
El lunes 14 la comisión especial del PDC, compuesta por Prado, Renán Fuentealba, Patricio Aylwin, Jaime Castillo y Luis Maira, aprobó en general la solicitud de garantías a Allende, y el texto comenzó a ser afinado durante los días siguientes.Después de una semana, el Consejo Nacional del partido aprobó el texto el martes 22 y al día siguiente, en la noche, la directiva acudió a la casa de Allende y se lo entregó personalmente. En la mañana del jueves 24, el PDC entregó una versión del documento a los medios de comunicación y anunció la realización de la Junta Nacional del partido los días 3 y 4 de octubre, ocasión en la que el PDC iba a definir si apoyaba a Allende o no de cara al Congreso Pleno fijado para el 24 de octubre.

### Garantías solicitadas
En el texto dado a conocer públicamente, las garantías solicitadas a Allende estaban resumidas en siete puntos:
- Mantención del régimen democrático vigente. Reconocimiento a la existencia de los partidos políticos y el libre acceso a los medios de comunicación en igualdad de condiciones.
- Respeto al derecho de universidades, partidos y otras organizaciones para mantener medios de comunicación.
- Subsistencia de la libertad de prensa y de expresión.
- Subsistencia del régimen político separado en tres poderes independientes (Ejecutivo, Legislativo y Judicial), sin la intervención de otros órganos «que actúen en nombre de un supuesto poder popular».
- La mantención de la «libertad y orientación pluralista» del sistema educacional chileno, junto con la autonomía académica, administrativa y financiera de las universidades.
- El «más amplio respeto» a organizaciones comunitarias como sindicatos, cooperativas, juntas de vecinos y centros de madres.
- Y el respeto a las estructuras orgánicas de las Fuerzas Armadas y de Carabineros, junto con no crear organizaciones armadas paralelas a las instituciones vigentes.

La directiva DC, no obstante, también entregó a Allende un segundo documento, más detallado, el cual no fue dado a conocer públicamente a petición del mismo Allende para facilitar la discusión interna dentro de la UP. En este segundo documento, el PDC también exigía «que se reserve a los comandantes en jefe de las tres ramas de las Fuerzas Armadas y al general director de Carabineros, la facultad plena para el nombramiento de jefes, oficiales y personal de dichas instituciones, de acuerdo a criterios técnicos y a las necesidades de ellas». En otras palabras, solicitaba privar al presidente del control civil sobre las Fuerzas Armadas.Esta proposición solo se conocería nueve días después, luego de que el embajador de Estados Unidos Edward Korry la filtrara a El Mercurio.

### Respuesta de la UP
Allende respondió al emplazamiento seis días después, el martes 29, con la entrega a Benjamín Prado de un documento que representaba su posición y de la Unidad Popular. Su respuesta, en el fondo, no rechazaba de manera explícita la solicitud de garantías, pero tampoco la aceptaba, pues si la UP se allanaba de manera inmediata a la demanda de garantías, hubiese sido una manera de admitir o reconocer que «representaba una amenaza para la democracia».
En el texto —redactado en realidad por José Tohá y Jacques Chonchol—, Allende manifestó estar de acuerdo con «la necesidad de garantizar la plena subsistencia de un régimen de convivencia democrática y de libertades» y valoró las coincidencias programáticas entre los programas del Partido Demócrata Cristiano y la Unidad Popular. No obstante, declinó plegarse a las garantías y detalló que eran principios que la UP ya defendía. Si había una garantía, aseguró, era él mismo:

El país entero conoce la posición que invariablemente he mantenido en defensa de los principios democráticos y cómo cada acto de mi vida política ha sido de total consecuencia entre lo que pienso, lo que digo y lo que hago. Creo, por tanto, tener derecho a esperar que mi permanente actitud democrática garantiza de por sí lo que será la futura conducta de mi Gobierno.
Salvador Allende

El único punto que Allende rechazó de manera clara y categórica era la posibilidad de perder la facultad de nombramientos de los altos mandos en Carabineros y las Fuerzas Armadas: «Debo expresar, al respecto, que soy intransigente defensor de las prerrogativas del Jefe de Estado. Afirmo que, como Primer Mandatario, ni siquiera la Unidad Popular tendrá derecho a intervenir en la designación de los Altos Mandos, porque esto es una atribución privativa del Presidente de la República, y seré celoso cautelador de mis atribuciones constitucionales».

### Acuerdo de estatuto
El Consejo Nacional del Partido Demócrata Cristiano no tardó en responder y al día siguiente, el miércoles 30, manifestó su parecer: en un comunicado afirmó que si bien valoraba los criterios planteados por el senador Allende, el documento que entregó «no contiene una respuesta completa y satisfactorias a las proposiciones concretas que el Partido Demócrata Cristiano le formuló para traducir sus planteamientos en garantías reales y efectivas». Por lo tanto, agregó en la declaración pública, «la Democracia Cristiana considera indispensable que esos criterios se traduzcan en un Estatuto Jurídico de garantías democráticas que tengan consagración constitucional mediante un Proyecto elaborado de común acuerdo, que se estudie, presente y apruebe por el Parlamento en el plazo más breve posible».
Según Benjamín Prado, de no acordar un estatuto era prácticamente imposible que los parlamentarios democratacristianos votaran a favor de Allende; lo más probable era que recibieran la orden de abtenerse y después la directiva de Prado sería reemplazada «por una más dura».
Si el PDC se abstenía, Allende podía ser elegido presidente con los votos de la UP. Pero tras la respuesta del Partido Demócrata Cristiano, ahora la postura de Allende era incorporar el estatuto a la Constitución —excepto lo referente a eliminar las prerrogativas presidenciales en materia de nombramiento de altos mandos en Fuerzas Armadas— y formar una comisión mixta para su redacción. Así se lo hizo saber al Comando Nacional de la Unidad Popular —a través de Orlando Budnevich, del Partido Social Demócrata—, que se reunió el 1 de octubre para tomar una decisión. Aceptar el estatuto, según Allende, demostraría buena voluntad por parte de la Unidad Popular y, además, permitíría la posibilidad de incorporar derechos sociales a la Constitución.
Todos los partidos aceptaron inmediatamente la propuesta, excepto el Partido Socialista, pero Allende pudo convencer a Aniceto Rodríguez, secretario general de la colectividad, y a Adonis Sepúlveda, subsecretario general. Tras aquello, el Comando Nacional de la Unidad Popular aceptó la formación de la comisión mixta y, ad portas de la realización de la Junta Nacional del Partido Demócrata Cristiano, anunció el viernes 2, en una declaración pública, «su conformidad para constituir una Comisión Conjunta que en el plazo más breve estudie un Estatuto Constitucional para las ideas y proposiciones concordantes contenidas en los dos documentos intercambiados entre el Partido Demócrata Cristiano y Salvador Allende y para que este Estatuto se tramite en el Congreso con el respaldo de ambas fuerzas».

### Junta Nacional del PDC
El Partido Demócrata Cristiano inició su junta nacional la tarde del sábado 3 de octubre, aún dividida sobre cómo votar para la elección del Congreso Pleno: por Alessandri, abstención o por Allende. Una de las posturas, promovida el día anterior por Edmundo Pérez Zujovic y los senadores Tomás Pablo e Ignacio Palma, era que el partido debía votar por Allende solo si este aceptaba que el PDC participara en el nuevo gobierno.
Iniciada la junta, el presidente del PDC Benjamín Prado realizó la cuenta de lo obrado por la directiva y después descartó inmediatamente el apoyo a Alessandri, pues el propio candidato de derecha había dicho durante la campaña que debía respetarse la primera mayoría. Posteriormente, Prado argumentó que el partido entonces debía votar por Allende y dio un argumento clave: la posibilidad de una guerra civil: 

Si no se acepta que el marxismo llegara al poder por la vía electoral, entonces había que haber hecho esto antes de la elección dictándose una ley de defensa de la democracia. Negar a Allende la posibilidad de asumir el gobierno sería lo mismo que haberle dicho: ustedes tienen derecho a participar en  las elecciones, pero no a ganar. Entonces vayan a la vía violenta- ¿Cuál es el riesgo principal? Guerra civil, muertos. Nosotros mismos o nuestros hijos.
Benjamín Prado

En respuesta, el senador Juan de Dios Carmona, llamó a rechazar la cuenta de Prado y dejar abierta la posibilidad de votar por Alessandri, postura que fue apoyada por Patricio Aylwin, Jaime Castillo, Juan Hamilton, Andrés Zaldivar, Sergio Ossa, Carlos Figueroa y Raúl Troncoso, entre otros, en un largo debate que se extendió hasta la madrugada.
Las propuestas a favor de Allende fueron redactadas de manera separada por la JDC y Rafael Moreno, vicepresidente ejecutivo de la CORA, las cuales después fueron consencuadas en un solo texto. Este llamaba a votar por Allende sobre la base de acordar con la UP el estatuto de garantías constitucionales. El sector opositor, en tanto, levantó una propuesta la cual llamaba a que el PDC redactare por sí solo el estatuto, inicie el trámite del texto en el Congreso y condicione el voto a favor de Allende solo si este aceptaba el estatuto referido. Por 271 votos a favor y 191 en contra, finalmente fue aprobada la proposición de Moreno, y con ello, el partido llamó a respaldar a Salvador Allende en el Congreso Pleno.

### Comisión redactora
Rápidamente, el lunes 5, el PDC designó a Renán Fuentealba, Bernardo Leighton y Luis Maira como negociadores de la comisión mixta, mientras que al día siguiente la UP nombró como representantes al senador Anselmo Sule (PR), al diputado Orlando Millas (PC) y a Luis Herrera, miembro del Comité Central del PS.  La comisión se reunió la mañana del míercoles 7 y de inmediato comenzó a trabajar en la redacción del estatuto —asesorados por los democratacristianos Patricio Aylwin, Francisco Cumplido, Gustavo Lagos, Enrique Evans y por la UP René Frías, Ricardo Tarud y Jorge Tapia—, labor que terminó ese mismo día en una segunda sesión que finalizó a las 21 horas y con la aprobación del texto por parte de las directivas de los partidos.

## Ratificación del estatuto
El texto acordado por la UP y el PDC ingresó a la Cámara de Diputados el jueves 8 de octubre y su discusión en la Comisión de Constitución, Legislación y Justicia se inició cinco días después, el martes 13. Tras el visto bueno de la comisión, fue aprobado el jueves 15 por 94 votos a favor y dieciséis abstenciones —todas del Partido Nacional— y enviado al Senado. A la semana siguiente se inició su discusión en la Cámara Alta y el jueves 22 —misma jornada que el atentado contra el comandante en jefe del Ejército René Schneider—, fue aprobado por 41 votos a favor y tres abtenciones.
A las 10:39 del 24 de octubre, se inició la votación del Congreso Pleno, dirigido por el presidente del Senado Tomás Pablo. Sufragaron 195 parlamentarios: Allende obtuvo 153 votos contra 35 de Jorge Alessandri y siete en blanco. En consecuencia, el Congreso proclamó a Salvador Allende, cumpliéndose así el compromiso del Partido Demócrata Cristiano (PDC). 
El estatuto, por su parte, continuó su trámite después de la asunción de Salvador Allende a la presidencia, ya que por tratarse de una reforma constitucional debía ser ratificada por el Congreso Pleno. La aprobación final ocurrió el 21 de diciembre, por 114 votos a favor y 24 abstenciones. El texto se promulgó el 9 de enero de 1971 como Ley 17398, cumpliéndose de esta manera el compromiso de la Unidad Popular.
El Estatuto reformulaba veinticuatro aspectos muy diversos de la Constitución de 1925, que incluían:
- Limita los casos de pérdida de nacionalidad, ciudadanía y el derecho al voto
- Asegura el libre ejercicio de derechos políticos, consagrando el sistema como democrático y republicano
- Asegura la libertad ideológica y la militancia libre en partidos políticos, además de darle autonomía a estos últimos
- Asegura la organización libre de partidos políticos, la posibilidad de presentar candidatos, generar propaganda y desarrollar intervenciones
- Asegura el pluralismo en los medios de comunicación, los partidos políticos libremente y de forma equitativa podrán dar sus opiniones en estos
- Robustece la igualdad ante la ley
- Robustece la libertad de expresión, no pudiendo entenderse como un abuso a esta libertad el difundir ideas políticas
- Establece el derecho de las personas y las organizaciones a dar su versión de los hechos y a la ratificación de la misma manera cuando sea ofendida o aludida de alguna manera
- Establece la libertad de prensa, incluyendo el formar diarios, radios y televisión (esta última limitada al estado y las universidades), limita su expropiación a una ley aprobada por mayoría de ambas cámaras
- Establece la libertad de importar, circular, trasmitir y comercializar libros, revistas, noticias e impresos, además de prohibir la discriminación en el suministro para fabricar estos, solo una ley podrá limitarlos en casos morales y contrarios a las buenas costumbres
- Robustece el derecho de reunión en espacios libres, sin permiso y de forma pacífica
- Establece un Sistema Nacional de Enseñanza, garantizando la educación como democrática, pluralista y sin orientación partidaria, modifica los requisitos para sus reformas, estableciendo como obligación para su cambio discusión pluralista
- Crea una Superintendencia de Educación para inspeccionar que los principios de educación se cumplan.
- Se establece la libertad de los colegios a elegir los textos escolares, la fabricación de textos escolares se hará de forma pública y pluralista.
- Garantiza la autonomía universitaria, la libertad de cátedra, el financiamiento a estas.
- Garantiza un acceso y egreso sin discriminación hacia la universidad, además de garantizar la no discriminación ideológica en la contrata de profesores e investigadores universitarios
- Garantiza el debate universitario diverso y discrepante, el pluralismo doctrinario en sus textos y la libertad del estudiante de expresar sus ideas y elegir a sus profesores
- Robustece la privacidad de las cartas, la telegrafía y las comunicaciones telefónicas
- Establece la libertad de trabajo, la libertad de empresa y la libertad y autonomía sindical
- Robustece la libertad de circulación, limitando las detenciones injustificadas
- Asegura el acceso a derechos sociales, económicos y culturales sin discriminación alguna
- Asegura la libertad de la vida social, cultural, cívica, política y económica, en plena igualdad
- Le da autonomía a las juntas de vecinos, centro de madres, sindicatos y cooperativas, exige su elección interna de forma democrática y les prohíbe arrogarse la representación del pueblo o el ejercicio de poderes del estado
- Establece como únicas fuerzas existentes las Fuerzas Armadas y Carabineros estableciéndolas como profesionales, jerarquizadas y obedientes, solo pudiendo entrar a ellas por sus propias escuelas

## Consecuencias
Aprobado el estatuto, se refundió el texto de la Constitución de 1925, si bien calmó los temores del Partido Demócrata Cristiano, fue fuertemente criticado por el sector más duro de la izquierda chilena, quienes veían en el estatuto un signo de debilidad en un gobierno que pretendía construir el socialismo. Posteriormente, en una entrevista otorgada al filósofo francés Régis Debray en marzo de 1971, Allende señaló que lo había firmado por una «necesidad táctica [...] Léelo y compáralo con nuestro programa de gobierno para llegar a la conclusión que no cambiamos ni una coma del programa. En ese momento lo importante era tomar el gobierno».
Iniciado el gobierno presidente Salvador Allende se impulsó una serie de expropiaciones del sector privado, la violencia política presente en las calles entre simpatizantes y militantes de la UP contra opositores al gobierno izquierdista, ambiente que incrementó la violencia callejera ejercida tanto por el Movimiento de Izquierda Revolucionaria (MIR) en la extrema izquierda como aquella impulsada por el Frente Nacionalista Patria y Libertad (FNPL) en la extrema derecha, así como asesinatos políticos como el del exministro del Interior durante el gobierno del presidente Eduardo Frei Montalva, el militante demócrata cristiano Edmundo Pérez Zujovic por parte de un comando armado del grupo paramilitar de extrema izquierda Vanguardia Organizada del Pueblo (VOP), gatilló el fortalecimiento la acusación de que el gobierno de la Unidad Popular quebrantó este pacto.
El uso de leyes y decretos vigentes, pero en desuso, que realizó la Unidad Popular para estatizar la economía fue tildado por la oposición como «resquicios legales». El Estatuto de Garantías Democráticas había considerado derechos políticos y sociales, no así «garantías» en materia económica. En 1992, el abogado Eduardo Novoa, asesor de Allende y autor de la estrategia de usar «resquicios legales» para nacionalizar la economía, afirmó que no hubo explicación posible que permitiera entender la ausencia de derechos de índole económico en el estatuto, excepto que haya sido un olvido por parte del Partido Demócrata Cristiano, «una premisa ciertamente ingrata para los entonces dirigentes del partido, porque la mayor parte de ellos eran abogados y, algunos, hasta profesores de derecho, respecto de los cuales la sola imputación de olvido de tan importante materia resulta enojosa». Esta omisión llevó a que en octubre de 1971 el PDC ingresara al Congreso un nuevo proyecto de reforma constitucional, que esta vez apuntaba a frenar y revertir el proceso de nacionalización económica en curso. La reforma, conocida como «Hamilton-Fuentealba», fue aprobada por el Congreso con los votos del PDC y el Partido Nacional en febrero de 1972, pero nunca fue promulgada por Allende, lo que generó una crisis constitucional que aún se mantenía sin resolver al llegar el 11 de septiembre de 1973.[cita requerida]
Tras el golpe de Estado, el texto del Estatuto de Garantías Democráticas fue suspendido (art. 9) o derogado (art.10) casi en su totalidad por la Junta Militar mediante el Decreto Ley 1552 de 1976. El resto (art. 8, art. 22 y art. transitorio 15) fue derogado, al igual que la Constitución de 1925, con la ratificación de la Constitución de 1980.

## Uso posterior y metafórico

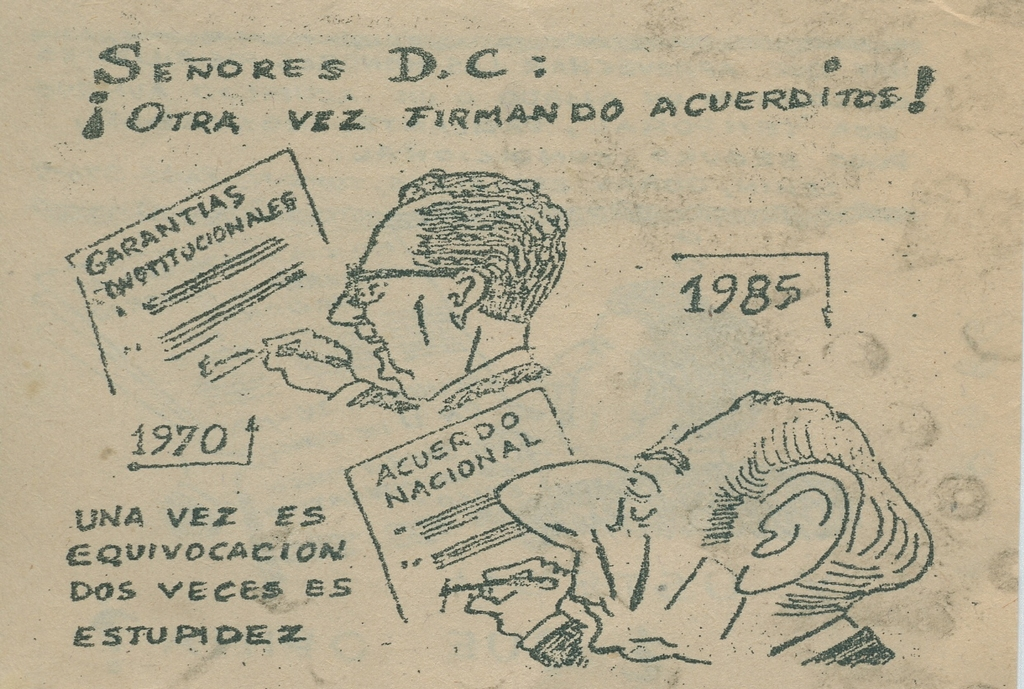
Panfleto de partidarios de la dictadura militar rechazando el Acuerdo Nacional, comparándolo con el Estatuto de Garantías.

Si bien, con la aprobación de la Constitución de 1980 el estatuto se derogó, se ha reutilizado mucho la expresión Estatuto de garantías  durante el retorno a la democracia o cuando se hacen reformas que implican Garantías Fundamentales, Para el Acuerdo Nacional para la Transición a la Plena Democracia que fue un documento suscrito por representantes de diversos partidos políticos chilenos, bajo el patrocinio de la Iglesia Católica, el 25 de agosto de 1985 que traía las bases para transitar hacia una democracia plena y a posterior, para la conformación de la Concertación de Partidos por la Democracia, se ha invocado como forma de propaganda o demostración que se firmaran acuerdos de respeto a la democracia que no se cumplirán.
También se ha señalado el Artículo 135 de la Constitución Política de 1980 como una garantía de que la Convención Constitucional no redactará un nuevo texto constitucional fuera del marco de la Declaración Universal de Derechos Humanos o que contradigan los principios democráticos, de república y los tratados que Chile ha suscrito en esta materia, mientras que otros lo señalan como una limitación al proceso constituyente.

El texto de Nueva Constitución que se someta a plebiscito deberá respetar el carácter de República del Estado de Chile, su régimen democrático, las sentencias judiciales firmes y ejecutoriadas y los tratados internacionales ratificados por Chile y que se encuentren vigentes
Artículo 135 de la Ley 21.200

En las primarias presidenciales de Apruebo Dignidad de 2021 el precandidato del Partido Comunista, Daniel Jadue, señaló que de ser electo presidente, pediría al Partido Demócrata Cristiano y al Ejército un "estatuto de garantías" donde se comprometieran a impedir cualquier intento de golpe de Estado y evitar que se pongan al servicio de una potencia extranjera.
En la elección presidencial de Chile de 2021 el candidato de Chile Vamos, Sebastián Sichel, al no pasar a la segunda vuelta, le propuso a José Antonio Kast —-el candidato ganador que había sido descrito por algunos medios como un político ultraconservador y de extrema derecha— una serie de condiciones con el fin de apoyarlo, como "estatuto de garantías". Las nueve condiciones que pidió Sichel fueron:

- Mantener a Chile en Naciones Unidas.
- Mantener el INDH y no modificar los régimen de excepción.
- Respeto a los LGBT y condena a los discurso de odio.
- No derogar el aborto ni la unión civil.
- Reconocer al calentamiento global y no retroceder en su mitigación.
- No eliminar el Ministerio de la Mujer y la Equidad de Género, no discriminar a madre solteras ni disminuir los programas de violencia doméstica
- Sostener el apoyo a hogares vulnerables.
- No retroceder en derecho de alimentos.
- No retroceder en vacuna contra la COVID-19 ni en el pasaporte inmunitario